# Acronicta geminata
Acronicta geminata là một loài bướm đêm trong họ Noctuidae.